# Embargo de armas
Um embargo de armas é um bloqueio aplicável a esse tipo de armamento. Pode também incluir itens de dupla utilização. Um embargo de armas pode servir para um ou mais dos seguintes propósitos:
1. Sinalizar a desaprovação do comportamento de um determinado ator
2. Manter a neutralidade de um ator em um conflito em curso
3. Reduzir as possibilidades de que um ator faça uso de violência contra os demais
4. Apoiar um processo de resolução de conflito armado ou a manutenção da paz[1]
5. Enfraquecer as capacidades militares de um ator, antes de uma intervenção estrangeira

## Exemplos históricos

### África do Sul
O embargo de armas a África do Sul de 1977 se estendeu para bens de dupla utilização. O embargo foi levantado pela Resolução 919 em 1994.

### Argentina
O presidente dos Estados Unidos Jimmy Carter implementou um embargo contra a Junta Militar em 1976 devido à Guerra Suja. Isto seria acompanhado pelo Reino Unido após a Guerra das Malvinas de 1982. A proibição foi levantada na década de 1990, quando a Argentina foi nomeada principal aliado extra-OTAN. Durante esses anos as Forças Armadas Argentinas deslocou-se para os países da Europa Ocidental e Israel para o abastecimento.

### China
Os Estados Unidos e a União Europeia deixaram de exportar armas para a República Popular da China depois de 1989, devido à reação por parte do governo da China aos protestos na Praça de Tiananmen. Em 2004-2005, houve algum debate na União Europeia sobre a possibilidade de levantar o embargo. 

### Indonésia
O governo dos Estados Unidos impôs um embargo de armas à Indonésia em 1999 devido a violações dos direitos humanos em Timor-Leste. O embargo foi posteriormente levantado em 2005.

### Irã
Há sanções internacionais contra o Irã desde 1979 (ver: Sanções contra o Irã). Em março de 2007, a Resolução 1747 do Conselho de Segurança das Nações Unidas impôs uma proibição à venda de armas ao Irã.

### Israel
Desde 7 de outubro de 2023, vários países, como Itália, Japão, Espanha, Canadá, Países Baixos e Bélgica interromperam a venda de armas a Israel. Em países aliados-chave dos Estados Unidos, como a Grã-Bretanha e a França, tem havido intensos debates sobre o assunto. No entanto, os EUA e a Alemanha, dois dos maiores fornecedores de armas a Israel, mantêm o suprimento de armas letais aos israelenses, em que pese a oposição interna e a crítica internacional, diante da enorme quantidade de mortos civis, em Gaza.
Grupos militantes e alguns políticos ocidentais insistem no fim da venda de armas a Israel, considerando seus possíveis crimes de guerra, a morte de dezenas de milhares de civis durante os ataques israelenses e a crise humanitária na Faixa de Gaza.

## Lista de embargos de armas atuais
Os países incluídos na lista estão sob embargo de armas da Organização das Nações Unidas ou outra organização internacional (como a UE, a OSCE e outros) ou país. Em alguns casos, o embargo de armas é complementado por um embargo comercial geral, outras sanções (financeiras) ou a proibição de viajar para pessoas específicas. Em alguns casos, o embargo de armas se aplica a qualquer entidade residente  ou estabelecida no país, mas em outros é parcial - como as forças do governo reconhecido e forças internacionais para a manutenção da paz]] são isentas do embargo.
- Armênia e Azerbaidjão (pela OSCE),[9] 1992-
- República Centro Africana (pelo Conselho de Segurança),[10] 2013–
- Myanmar (pela UE),[11] 1990-
- Coreia do Norte (pela ONU e pela UE),[12] armas e bens de luxo, 2006-
- Costa do Marfim (pela ONU e pela UE),[13] 2004-
- Eritreia (pela ONU e pela UE),[14] 2010-
- Guiné (pela UE),[15] 2009-
- Líbano (pela ONU e pela UE),[16] 2006-
- Irã (pela ONU e pela UE),[17] 2006-
- Iraque (por ONU e pela UE),[18] 1990-
- Líbia (pelo Conselho de Segurança das Nações Unidas), 2011[19]
- República Democrática do Congo (pela ONU e pela UE),[20] 2003/1993- (ONU/EU)
- República Popular da China (por UE/EUA),[21][22] 1989-
- Somália (pela ONU e pela UE),[23] 1992/2002- (ONU/UE)
- Sudão (pela ONU e pela UE),[24] 2004/1994- (pela ONU e UE)
- Zimbábue (pela UE),[25] 2002-

### Embargos anteriores
- Ruanda (pela ONU na Resolução 918 e pela UE)[26] (pela ONU: 1994-2008 e pela UE)
- Serra Leoa (pela ONU e pela UE),[27] 1997-2010[28]
- Síria (pela UE),[29] 2011–2013[30]
- Turquia (pelos EUA) 1975–1978[31]
- Uzbequistão (pela UE),[32] 2005-2009 [33]
- Vietnã (pelos EUA) 1984–1995: levantado em 2016[34]
- Iugoslávia (pela ONU na Resolução 713 do Conselho de Segurança das Nações Unidas e pela UE)